# Selección de fútbol de Palaos
La selección de fútbol de Palaos es el equipo representativo de dicho país en las competiciones oficiales, su organización está a cargo de la Asociación de Fútbol de Palaos, que no es miembro de la FIFA.
Palaos solo jugó tres ediciones de los Juegos de la Micronesia. En la edición de 1998 utilizó 2 equipos: Palaos A y Palaos B; En 2014 terminó en segundo lugar, tras perder en la final contra la selección de Pohnpei por un marcador de 3:1, mientras que en la última edición, la de 2018, quedó en tercer lugar.

## Historia
El primer partido de la selección de Palaos fue un amistoso contra Vanuatu llevado a cabo el 27 de marzo de 1987, el cual perderían por 6-2. Luego de aquel encuentro, no disputaron otro partido más hasta dentro de 11 años, cuando participaron en los Juegos de la Micronesia 1998.
En aquella edición de los juegos, cuyo anfitrión fue Palaos, el torneo de fútbol se incluyó como deporte de exhibición. Dicha nación lo disputó con dos selecciones: con una selección "A" y con una selección "B". Ambos equipos fueron posicionados en un grupo junto con Guam, Islas Marianas del Norte, Pohnpei y Yap, jugando por el sistema de liga, a una sola ronda. Luego de terminada la primera ronda, Palaos A quedó posicionada en el cuarto puesto con dos victorias y tres derrotas. Por su parte, Palaos B quedó en el tercer puesto tras obtener tres victorias y dos derrotas. Dado al formato del torneo, el tercer y cuarto lugar del grupo único se enfrentaron en el partido por el tercer puesto, siendo Palaos A el vencedor tras ganar por 6-3 a Palaos B.

## Estadísticas

### Copa de las Naciones de la OFC
Palaos fue miembro de la OFC entre 2007 y 2009.
| Copa de las Naciones de la OFC | Copa de las Naciones de la OFC | Copa de las Naciones de la OFC | Copa de las Naciones de la OFC | Copa de las Naciones de la OFC | Copa de las Naciones de la OFC | Copa de las Naciones de la OFC | Copa de las Naciones de la OFC |
| Año                            | Ronda                          | J                              | G                              | E                              | P                              | GF                             | GC                             |
| ------------------------------ | ------------------------------ | ------------------------------ | ------------------------------ | ------------------------------ | ------------------------------ | ------------------------------ | ------------------------------ |
| 2008                           | No participó                   | No participó                   | No participó                   | No participó                   | No participó                   | No participó                   | No participó                   |
| Total                          | 0/11                           | -                              | -                              | -                              | -                              | -                              | -                              |

### Juegos de la Micronesia
| Juegos de la Micronesia | Juegos de la Micronesia | Juegos de la Micronesia | Juegos de la Micronesia | Juegos de la Micronesia | Juegos de la Micronesia | Juegos de la Micronesia | Juegos de la Micronesia |
| Año                     | Ronda                   | J                       | G                       | E                       | P                       | GF                      | GC                      |
| ----------------------- | ----------------------- | ----------------------- | ----------------------- | ----------------------- | ----------------------- | ----------------------- | ----------------------- |
| 1998                    | Tercer lugar            | 6                       | 3                       | 0                       | 3                       | 26                      | 40                      |
| 2001                    | No participó            | No participó            | No participó            | No participó            | No participó            | No participó            | No participó            |
| 2014                    | Subcampeón              | 4                       | 1                       | 1                       | 2                       | 9                       | 8                       |
| 2018                    | Tercer lugar            | 4                       | 1                       | 0                       | 3                       | 4                       | 5                       |
| Total                   | 3/4                     | 14                      | 5                       | 1                       | 8                       | 39                      | 53                      |

## Resultados

### Últimos partidos y próximos encuentros
| Fecha      | Ciudad | Competición                  | Racha | Local   |                   | Resultado |                   | Visitante |
| ---------- | ------ | ---------------------------- | ----- | ------- | ----------------- | --------- | ----------------- | --------- |
| 23/07/2018 | Gigil  | Juegos de la Micronesia 2018 | No    | Pohnpei | Bandera de Ponapé | 2:1       | Bandera de Palaos | Palaos    |
| 24/07/2018 | Gigil  | Juegos de la Micronesia 2018 | No    | Chuuk   |                   | 1:0       | Bandera de Palaos | Palaos    |
| 25/07/2018 | Gigil  | Juegos de la Micronesia 2018 | No    | Yap     | Bandera de Yap    | 2:1       | Bandera de Palaos | Palaos    |
| 26/07/2018 | Gigil  | Juegos de la Micronesia 2018 | Sí    | Palaos  | Bandera de Palaos | 2:0       |                   | Chuuk     |

## Uniformes
| 2014-18 Local | 2014-18 Visita | 2014-18 Portero |

Fuentes: